# Béatrix Midant-Reynes
Béatrix Midant-Reynes est une égyptologue française spécialisée dans la période préhistorique de l'Égypte. Elle est directrice de recherche émérite au Centre national de la recherche scientifique et dirige les fouilles du site prédynastique d'Adaïma.

## Biographie
Beatrix Midant-Reynes a étudié l'égyptologie classique à l'Université Paris IV puis a suivi une formation en préhistoire au sein de l'équipe de Jacques Tixier au CNRS. Après deux ans à l'ägyptische Sammlung de Munich sous la direction de Dietrich Wildung, elle rentre en France et intègre le CNRS en 1982. En 2007, elle est directrice de recherche deuxième classe titulaire d'une habilitation à diriger des recherches au CNRS (DR2 HDR) et a dirigé l'équipe de recherche sur la Préhistoire et la Protohistoire de la Méditerranée du laboratoire TRACES à l'Université de Toulouse le Mirail.
En 2010, elle succède à Laure Pantalacci à la direction de l'IFAO avant d'être remplacée par Laurent Bavay en 2015.
Béatrix Midant-Reynes a dirigé la fouille des sites prédynastiques d'Adaïma (1990-2005), de Kôm el-Khilgan (2001-2005) et de Tell el-Iswid (2006-2016). Elle est la fondatrice de la société Archéo-Nil et de sa revue.
Elle a été décorée de la Légion d'honneur en mai 2013 par l'ambassadeur de France en Égypte.

## Adaïma
Beatrix Midant-Reynes apprend l'existence du site d'Adaïma en 1972 à la suite d'une rencontre avec Serge Sauneron (alors directeur de l'Institut français d'archéologie orientale) qui vient juste de redécouvrir le site fouillé par Jacques de Morgan au début du XXe siècle.
Passionnée par ce site, elle l'étudie depuis 1985 et y a dirigé des fouilles entre 1989 et 2003.
Les sondages réalisés ont permis de mettre au jour un ensemble funéraire du plus grand intérêt pour mieux comprendre les grands changements culturels qui se sont produits au IVe millénaire en Égypte. Deux cent trente-neuf tombes ont été fouillées, qui présentent clairement deux ensembles différents par leur mode d’inhumation et leur matériel funéraire.

## Publications
- Préhistoire et égyptologie : Un siècle de recherches préhistoriques dans la vallée du Nil, sur Archéo-Nil, octobre 1990.

- Préhistoire de l'Égypte. Des premiers hommes aux premiers pharaons, éd. Armand Colin, Paris, 1992.
- Le silex de Ayn Asîl. Oasis de Dakhla Balat, éd. IFAO, Le Caire, 1998.
- Afrocentrisme, L'histoire des Africains entre Égypte et Amérique, collectif, éd. Karthala, 2000.
- Adaïma : Tome 1, Économie et habitat, avec N. Buchez, éd. IFAO, Le Caire, 2002.
- Adaïma : Tome 2, La nécropole prédynastique, avec E. Crubezy, T. Janin, éd. IFAO, 2003,  (ISBN 978-2724703184).
- Aux origines de l'Égypte. Du néolithique à l'émergence de l'État, éd. Fayard, Paris, 2003.
- Le sacrifice humain en Égypte ancienne et ailleurs, avec Jean-Pierre Albert, éd. Soleb, 2005,  (ISBN 9782952372602).
- Kôm el-Khilgan - La nécropole prédynastique, avec N. Buchez, IFAO, 2021,  (ISBN 9782724707717)

Livres pour enfants
- Le nain de Pount, éd. Hatier, Paris, 1990.
- Ouserrê, Prince du Nil, éd. Hatier, Paris, 1990.